# Temple Of Thought
Temple Of Thought  es el quinto álbum de estudio de la banda de rock alternativo originaria de Finlandia, Poets of the Fall, y el sexto tomando en cuenta el recopilatorio titulado Alchemy Vol. 1. El álbum fue lanzado en Finlandia el 21 de marzo del año 2012, y luego, el 20 de julio del mismo año, se lanzó una "Bonus Editon" incluyendo versiones acústicas de los temas "Temple Of Thought" y "Skin", además de contener un track nuevo titulado "Signs Of Life".

## Lista de canciones
Todas las canciones escritas y compuestas por Poets of the Fall. 
| N.º | Título                               | Duración |  |
| 1.  | «Running Out of Time»                | 3:11     |  |
| 2.  | «Temple of Thought»                  | 4:36     |  |
| 3.  | «Cradled in Love»                    | 4:42     |  |
| 4.  | «Kamikaze Love»                      | 3:39     |  |
| 5.  | «The Lie Eternal»                    | 4:32     |  |
| 6.  | «Skin»                               | 4:27     |  |
| 7.  | «The Distance»                       | 5:04     |  |
| 8.  | «Show Me This Life»                  | 4:27     |  |
| 9.  | «Morning Tide»                       | 4:39     |  |
| 10. | «The Ballad of Jeremiah Peacekeeper» | 5:05     |  |
| 11. | «The Happy Song»                     | 4:19     |  |

Bonus Edition

| N.º | Título                                      | Duración |  |
| 12. | «Temple of thought (Unplugged Studio Live)» | 4:33     |  |
| 13. | «Skin (Unplugged Studio Live)»              | 4:25     |  |
| 14. | «Signs of Life»                             | 5:24     |  |

- Datos: Q2615517